# Perkinsiella pallidula
Perkinsiella pallidula är en insektsart som beskrevs av Frederick Arthur Godfrey Muir 1911. Perkinsiella pallidula ingår i släktet Perkinsiella och familjen sporrstritar. Inga underarter finns listade i Catalogue of Life.